# 9003 Ralphmilliken
A 9003 Ralphmilliken (ideiglenes jelöléssel (9003) 1981 UW21) a Naprendszer kisbolygóövében található aszteroida. Schelte J. Bus fedezte fel 1981. október 24-én.